# Нельсон (остров, Аляска)
Нельсон (англ. Nelson Island; центрально-юпикский: Qaluyaaq) — остров в Беринговом море, вблизи юго-западного побережья Аляски, от которого отделён реками Нингалук (на севере) и Колавинарак (на востоке). В административном отношении относится к зоне переписи населения Бетел, штат Аляска, США.
Составляет 68 км в длину и от 32 до 56 км в ширину. Площадь острова — 2183 км², что делает его 15-м крупнейшим островом США. Отделён от острова Нунивак проливом Этолина. На острове Нельсон расположены 3 деревни: Тунунак, Токсук-Бей и Найтмьют — все они находятся на побережье Берингова моря, в юго-западной части острова. Общее население этих трёх деревень составляет по данным переписи 2010 года 1197 человек; по данным переписи 2000 года оно насчитывало 1065 человек.
Остров назван в честь американского исследователя и этнолога Эдварда Уильяма Нельсона, изучавшего остров и его население в 1878 году.